# Bassenge III
Pour les articles homonymes, voir Bassenge.
Bassenge III est une localité du Cameroun, située dans l'arrondissement de Bamusso, le département du Ndian et la Région du Sud-Ouest.

## Population
Lors du recensement national de 2005, Bassenge III comptait 43 habitants.